# Almont Lindsey
Almont Lindsey (1906-?) fue un historiador estadounidense.
Profesor de Historia en Mary Washington College y en la Universidad de Virginia, fue autor de obras como The Pullman Strike. The Story of a Unique Experiment and of a Great Labor Upheaval (University of Chicago Press, 1943), sobre la huelga Pullman de 1894; y Socialized Medicine in England and Wales. The National Health Service, 1948-1961 (University of North Carolina Press, 1962), un estudio del Servicio Nacional de Salud británico; entre otras.